# Маракана (стадіон)
22°54′43.80″ пд. ш. 43°13′48.59″ зх. д. / 22.9121667° пд. ш. 43.2301639° зх. д.
Стадіон «Маракана́» (порт. Estádio do Maracanã), офіційна назва Стадіон журналіста Маріу Філью (порт. Estádio Journalista Mário Filho)  — стадіон в місті Ріо-де-Жанейро, Бразилія. Найбільший стадіон Бразилії та один із найбільших у світі. Колись був найбільшим стадіоном у світі та мав, згідно з неперевіреними заявами місцевої влади, 220 тисяч місць.

## Історія
Проте, після реконструкції 2006–2007 року, через вимоги ФІФА про усунення непронумерованих місць, кількість місць була зменшена до близько 96 тисяч. Рівень площини ігрового поля був понижений на 1,40 м. Наступна реконструкція тривала з вересня 2010 до 30 травня 2013 року. Вона була присвячена Чемпіонату Світу з футболу 2014. Були запроваджені трибуни для преси та ложі. Це коштувало в перерахунку на євро ще приблизно 316 млн. Кількість місць для глядачів було зниженою до 78 тисяч. Перший великий турнір, який проведено на стадіоні після реконструкції — Кубок ФІФА конфедерацій 2013.
Стадіоном володіє уряд штату Ріо-де-Жанейро, арена названа за назвою району Маракана, де вона розташована. Стадіон відкрито 1950 року перед початком чемпіонату світу 1950. На вирішальному матчі Бразилія — Уругвай були присутні 199 854 глядачів. Матч закінчився з рахунком 1:2 на користь Уругваю. З того часу стадіон переважно використовувався для матчів національної збірної та між командами Ріо-де-Жанейро — такими як «Фламенго», «Флуміненсе», «Ботафогу» і «Васко-да-Гама». Також тут проводилося багато концертів та інших подій.
На цьому стадіоні відбулася фінальна гра чемпіонату світу з футболу 2014 року, після якої він став другим стадіоном у світі, де ця найважливіша футбольна подія відбулася двічі (після стадіону «Ацтека» в Мехіко).